# Jean-Baptiste Chappe d'Auteroche
Jean-Baptiste Chappe d'Auteroche (Arrondissement di Mauriac, 23 marzo 1728 o 1722 – San José del Cabo, 1º agosto 1769) è stato un astronomo francese.

## Biografia
Nato da una famiglia nobile della regione dell’Alvernia fu avviato alla vita ecclesiastica. Si dedicò all’astronomia dopo gli studi compiuti presso il Collegio dei Gesuiti di Mauriac en Haute Auvergne. Nel 1760 fu prescelto dalla Accademia francese delle scienze, di cui era membro, per recarsi a Tobol'sk ad osservare il transito di Venere sul Sole atteso per il 6 giugno del 1761. Si recò via terra a San Pietroburgo e quindi in Siberia. Giunto a Tobol'sk, dopo un viaggio faticoso e non privo di pericoli, alla fine di aprile del 1761 ebbe occasione di fare osservazioni che gli permisero di stabilire la differenza oraria tra il meridiano di quel luogo rispetto a quello di Parigi. Il 6 giugno 1761, dopo aver costruito un piccolo osservatorio, poté fare le rilevazioni del transito di Venere i cui risultati pubblicò nello stesso 1761 a San Pietroburgo con il titolo Mémoire du passage de Vénus sur le soleil, avec des observations sur l’astronomie et la déclinaison de la boussole faites à Tobolsk, en Sibérie. Tornato in Francia pubblicò il testo Voyage en Sibérie fait en 1761 che conteneva descrizioni del paesaggio siberiano e sugli usi, costumi e organizzazione sociale di quelle popolazioni che fu oggetto di numerose critiche. Nel 1764, per ordine di Luigi XV l'Accademia delle Scienze lo scelse, insieme a Henri Louis Duhamel du Monceau per la prova di un orologio realizzato da Ferdinand Berthoud per la determinazione precisa dell’ora durante la navigazione. Partito il 7 ottobre da Brest su una nave chiamata L’Hirondelle, dopo diciassette giorni di crociera fece ritorno a Brest e relazionò sui risultati della missione all’Accademia delle scienze senza tuttavia pubblicare i risultati ottenuti.
Nel 1769 si recò a San José del Cabo nella penisola della California per osservare un nuovo transito di Venere. Poco dopo aver terminato le osservazioni astronomiche, infuriando nella zona una epidemia di febbri, si ammalò gravemente e morì, insieme ad altri membri della spedizione, nel mese di agosto dello stesso anno. Le sue osservazioni astronomiche furono pubblicate a Parigi nel 1772 da César-François Cassini con il titolo Voyage en Californie, pour l’observation du passage de Vénus sur le disque du soleil che, come per il precedente viaggio in Siberia, conteneva anche numerose descrizioni del paesaggio e degli usi e costumi delle popolazioni messicane.
A Jean-Baptiste Chappe d'Auteroche la UAI ha intitolato il cratere lunare Chappe